# توني فنتون
توني فنتون (بالإنجليزية: Tony Fenton)‏ هو دي جيه أيرلندي، ولد في 25 مارس 1961 في Glasnevin ‏ في جمهورية أيرلندا، وتوفي في 11 مارس 2015 في دبلن في جمهورية أيرلندا بسبب سرطان البروستاتا.